# Hatano Seiichi

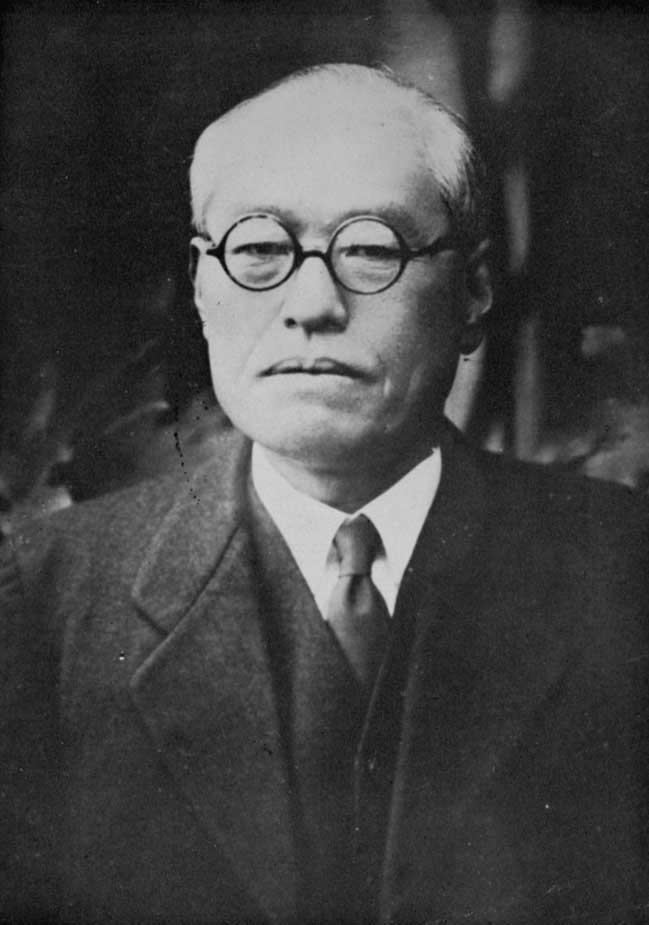
Hatano Seiichi, 1935

Hatano Seiichi  (japanisch 波多野 精一; geboren 21. Juli 1877 in Matsumoto (Präfektur Nagano); gestorben 17. Januar 1950) war ein japanischer Philosoph,  vor allem Religionsphilosoph.	

## Leben und Wirken
Hatano Seiichi studierte an der Fakultät für Philosophie im Fach Philosophie der Universität Tokio. Während seiner Studienzeit hatte er u. a. Unterricht unter von Koeber. 1899 machte er seinen Abschluss, wobei er als Ehrengabe eine silberne Uhr erhielt.
1900 erhielt Hatano eine Stelle als Lektor an der „Tōkyō semmon gakkō“ (東京専門学校), der Vorläufereinrichtung er heutigen Waseda-Universität. Im folgenden Jahr veröffentlichte er ein Vorlesungsprotokoll als „Seiyō tetsugaku shiyo“ (西洋哲学史要) – „Kurzgefasste Geschichte der Westlichen Philosophie“. 1902 wurde er von Uemura Masahisa in der Ichibanchō-Kirche (一番町教会) getauft.
1904 ging Hatano zur Weiterbildung nach Deutschland, wo er an den Universitäten Berlin und Heidelberg studierte und von Ernst Troeltsch, Adolf von Harnack, Wilhelm Windelband, Johannes Weiß, Adolf Deißmann und anderen, meist Vertreter der Religionsgeschichtlichen Schule, beeinflusst wurde. 1906 zurück in Japan wurde er 1907 Dozent an der Universität Tokio. 1908 veröffentlichte er das Vorlesungsprotokoll „Kiristo-kyō no kigen“ (基督教の起源) – „Der Ursprung des Christentums“. 1909 wurde er zum Doktor der Philosophie promoviert, und 1917 wurde er zum Professor an der Universität Kyōto ernannt, die ihn am Ende seiner Tätigkeit 1937 als Meiyo Kyōju verabschiedete. In seinen späteren Jahren, von 1947 bis 1949, war er zweiter Präsident der Tamagawa-Universität (玉川大学). 1949 wurde er Mitglied der Akademie der Wissenschaften.
Hatano befasste sich zunächst mit den beiden Quellen der westlichen Philosophie – der griechischen Philosophie und des christlichen Denkens – unter Verwendung seiner Kenntnisse der  klassischen westlichen Sprachen. Die Herausforderung bestand darin, Religionsphilosophie zu systematisieren. Das Ergebnis  war die Trilogie aus „Shūkyō tetsugaku“ (宗教哲学) – „Religionsphilosophie“ (1935), „Shūkyō tetsugaku joron“ (宗教哲学序論) – „Einführung in die Religionsphilosophie“ (1940) und „Toki to eien“ (時と永遠) – „Zeit und Ewigkeit“ (1943).
1949 wurden Hatanos „Gesammelte Werke“ unter dem Titel „Hatano Seiichi zenshū“ (波多野精一全集) mit dem Mainichi-Kulturpreis ausgezeichnet. Von 1968 bis 1969 erschienen sie unter demselben Titel in sechs Bänden.